# Virginiazanger
De virginiazanger (Leiothlypis virginiae; synoniem: Vermivora virginiae) is een zangvogel uit de familie Parulidae (Amerikaanse zangers).

## Verspreiding en leefgebied
Deze soort komt voor in de bergen van de zuidwestelijke Verenigde Staten en overwintert in zuidwestelijk Mexico. De soort is dan ook niet naar de staat Virginia genoemd, zoals al of niet terecht bij de Kentuckyzanger en de Tennesseezanger, maar naar Virginia Anderson, de vrouw van de ontdekker van de soort in New Mexico in 1858.